# Fabian Schönheim
Fabian Schönheim (* 14. Februar 1987 in Kirn) ist ein ehemaliger deutscher Fußballspieler.

## Karriere

### Vereine
Schönheims Fußballlaufbahn begann beim FSV Rehborn. Dort spielte er von 1993 bis 1997 und – nach einem einjährigen Gastspiel beim SG Desloch-Jeckenbach – von 1998 bis 2001. Im Jahre 2001 kam er als Jugendspieler zum 1. FC Kaiserslautern. In der Saison 2005/06 gab er sein Debüt für den FCK in der Bundesliga, mit dem er 2006 in die 2. Bundesliga abstieg. Nach 47 Erst- und Zweitliga-Ligaspielen wechselte er zur Rückrunde der Saison 2008/09 zum SV Wehen Wiesbaden, mit dem er aus der 2. Liga abstieg. Zur Saison 2009/10 wurde er Mannschaftskapitän, die Mannschaft belegte am Ende den 15. Platz der 3. Liga. Zur Saison 2011/12 wechselte Schönheim zum Bundesligisten 1. FSV Mainz 05. Er unterschrieb einen Dreijahresvertrag. Für die Mainzer Profis absolvierte er je ein Spiel in der Bundesliga und im DFB-Pokal und kam zehnmal in der zweiten Mannschaft zum Einsatz.
Zur Saison 2012/13 verpflichtete der Zweitligist 1. FC Union Berlin Schönheim zunächst für ein Jahr auf Leihbasis. Im Anschluss an die Spielzeit nutzte der Verein eine Kaufoption. Nach dem Aufstieg in die Bundesliga in der Saison 2018/19 verließ Schönheim den Verein mit seinem Vertragsende. Er hatte für Union 118 Zweitligaspiele absolviert und fünf Tore erzielt. Im Aufstiegsjahr kam er, auch aufgrund von Verletzungen, zu keinem Einsatz.

### Nationalmannschaft
Am 15. August 2006 debütierte Schönheim in der deutschen U-21-Nationalmannschaft. Beim Spiel gegen die Niederlande stand er in der Startaufstellung.

## Erfolge
- Aufstieg in die Bundesliga: 2019